# Tilli Breidenbach
Tilli Breidenbach, auch Tilly Breidenbach (* 2. August 1910 in Völklingen; † 23. Oktober 1994 in München) war eine deutsche Synchronsprecherin und Schauspielerin.

## Leben
Tilli Breidenbach wuchs in Köln auf, wo sie nach dem Abitur zunächst Germanistik, Romanistik und Kunstgeschichte studierte. An der Schauspielschule der Kölner Bühnen erlernte sie schließlich den Schauspielberuf.
Nach dem Zweiten Weltkrieg gehörte sie u. a. zum Ensemble des Staatstheater Darmstadt, zwischen 1948 und 1950 spielte Breidenbach am Landestheater in Kiel, Engagements in Essen, Luzern, an der Berliner Freien Volksbühne, am Hamburger Ernst-Deutsch-Theater, am Schauspielhaus Zürich, am Stadt- und Ateliertheater in Bern sowie am Staatstheater Kassel folgten.
Ab den 1960er-Jahren spielte Breidenbach in zahlreichen renommierten Fernsehproduktionen. Darüber hinaus war sie mit Gastrollen in Serien wie Tatort, St. Pauli-Landungsbrücken, Auf Achse oder Unsere Hagenbecks zu sehen. In der Zeichentrickserie Die Biene Maja war Tilli Breidenbach als Sprecherin der Spinne Thekla, in der Zeichentrickserie Heidi als Peters Großmutter sowie in der Muppet-Show als Garderobiere Hilda zu hören.
Einem breiten Publikum wurde sie durch die Rolle der Lydia Nolte in Hans W. Geißendörfers Familienserie Lindenstraße bekannt. Breidenbach verkörperte die Figur von Folge 4 (Erstausstrahlung: 29. Dezember 1985) bis Folge 370 (Erstausstrahlung: 3. Januar 1993). Aus gesundheitlichen Gründen konnte sie ihr Engagement bei der Lindenstraße nicht fortführen, so dass die Rolle der Lydia Nolte ab Folge 410 (Erstausstrahlung 10. Oktober 1993) durch Ursula Ludwig neu besetzt wurde.
Am 23. Oktober 1994 starb Tilli Breidenbach in München im Alter von 84 Jahren nach schwerer Krankheit. Ihre Grabstätte befindet sich auf dem Münchner Westfriedhof.

## Filmografie (Auswahl)
- 1964: Septembergewitter
- 1971: Der Pott
- 1972: Das Geheimnis der Mary Celeste
- 1974: Härte 10
- 1974: Zündschnüre
- 1974: John Glückstadt
- 1975: Haus ohne Hüter
- 1976: Lobster – Stirb! (Fernsehserie)
- 1977: Auf Achse
- 1979: St. Pauli-Landungsbrücken – Das Geschenk (Fernsehserie)
- 1980: Die unsterblichen Methoden des Franz Josef Wanninger – Folge 75 Ein besonderer Saft (Fernsehserie)
- 1980: Tatort – Streifschuß
- 1980: Tatort – Herzjagd
- 1981: Collin
- 1982: Die Stunde des Löwen
- 1982: Die Krimistunde (Fernsehserie, Folge 2, Episode: "Schabernack mit einer alten Dame")
- 1982: Unheimliche Geschichten (Fernsehserie, Folge 11) – Der eingemauerte Schrei
- 1983: Martin Luther
- 1984: Titanic
- 1985: Höhenfeuer
- 1985–1993: Lindenstraße (Fernsehserie, 110 Folgen)
- 1986: Wohin und zurück – Santa Fe
- 1990: Mit Leib und Seele (Fernsehserie, 1 Folge)
- 1991: Unsere Hagenbecks (Fernsehserie, 2 Folgen)